# すねやかずみ
すねやかずみは、日本の漫画家。東京都杉並区出身。

## 略歴
1982年、秋田書店の『週刊少年チャンピオン』にて月例新人賞受賞作「すっとび」でデビュー。
1990年代より、講談社の漫画雑誌『週刊少年マガジン』に「快獣!?グリトン」（ギャグ漫画）を読み切り掲載後、主に『マガジンSPECIAL』で活躍。
「いとしのバンパイヤ」（ギャグ漫画）などを連載。同時期にスコラ社『コミックバーガー』にて「DDバスター」（女子プロレスマンガ）を読み切り3話や小学館のヤングサンデー増刊『大漫王』にて阪神大震災のドキュメント漫画「かまどとドラム缶」（原作：鍋島雅治）を掲載。『マガジンSPECIAL』ではホラー漫画「1年C組恐怖会議」、「踊れ!墓場で…」とコメディ漫画「ファイト!真琴」を連載。
2002年頃からはコンビニコミックで書き下ろし漫画を多数執筆。
2007年世界初のフリーコミック雑誌『コミック・ガンボ』にて「ジャストポケット!」（ボウリング漫画）を連載。
2005年、2007年、京都精華大学非常勤講師。
2006年〜　総合学園ヒューマンアカデミー東京校のマンガカレッジの常勤講師として勤めている。
2015年、台湾角川国際動漫股份有限公司の教務総監をつとめる。
2017年〜　HumanAcademyEurope （ヒューマンアカデミーフランス・アングレーム校）講師。
2024年9月〜　HumanAcademyEurope （ヒューマンアカデミーフランス・パリ校）講師。

## 作品リスト
- いとしのバンパイヤ（雑誌連載）（ギャグ漫画）
- 快獣グリトン（読み切り）（ギャグ漫画）
- DDバスター（短期連載）（女子プロレスコメディ漫画）
- 1年C組恐怖会議（全4巻）（ホラー漫画）
- 踊れ!墓場で…（全2巻）（ホラー漫画）
- ファイト!真琴（雑誌連載）（女子プロレスコメディ漫画）
- ジャストポケット!（1巻）（ボウリング漫画）